# Finavia
Finavia (finnisch Ilmailulaitos Finavia, schwedisch Luftfartsverket Finavia) ist mit derzeit 20 der insgesamt 24 Flughäfen in Finnland der größte Flughafenbetreiber des Landes.
Die erste finnische staatliche zentralisierte Luftverkehrsüberwachung (Ilmailuhallitus) nahm ihren Dienst unter Kaarlo J. Temmes am 1. März 1972 auf. Im Jahre 2006 wurden die hoheitlichen Funktionen und die kommerziellen Aktivitäten getrennt. Die hoheitlichen Funktionen wurden auf ein Luftverkehrsamt, das dem Ministerium für Verkehr und Kommunikation unterstellt ist, übertragen. Die kommerziellen Aktivitäten verblieben bei Finavia.